# TV 4
TV 4 a fost o furgonetă produsă de compania Rocar din 1958 până în anii 1960. În prezent nu există exemplare supraviețuitoare, în ciuda faptului că au fost produse câteva zeci de mii. Au fost efectuate căutări în România pentru găsirea unui exemplar încă în circulație, dar fără rezultate. Singurele dovezi ale existenței modelului care au rămas sunt fotografii alb-negru.